# Phillip Mann
Anthony Phillip Mann  (n. 7 august 1942, Northallerton, Anglia, Regatul Unit – d. 1 septembrie 2022, Wellington, Noua Zeelandă) a fost un scriitor de literatură științifico-fantastică, născut în Marea Britanie, rezident în Noua Zeelandă din 1969. A studiat engleza și teatrul la Universitatea Victoria din Manchester și mai târziu în California, înainte de a se muta în Noua Zeelandă, unde și-a stabilit primul loc de studii dramatice la o universitate din Noua Zeelandă în 1970; la Universitatea Victoria din Wellington. S-a retras din funcția de profesor de teatru la Victoria în 1998 pentru a se concentra pe alte proiecte.

## Biografie
Mann a lucrat intens în teatru, ca regizor profesionist și profesor de teatru, atât în Noua Zeelandă, Statele Unite și Europa.
Între 1968 și 1970, a lucrat ca  redactor de corectare a limbii engleze la New China News Agency din Beijing. Aceasta fiind perioada apropiată de după încheierea Revoluției Culturale, el a putut fi martor la reapariția teatrului clasic chinezesc, precum și la apariția unor noi forme de dramă. În această perioadă a scris primul său roman științifico-fantastic, The Eye of the Queen (Ochiul reginei), despre primul contact între oameni și enigmatica rasă extraterestră a Pe-Ellianilor.
Ochiul reginei detaliază viața pensionarului Marius Thorndyke, principalul lingvist al Pământului și fondatorul CLI (Institutul de Lingvistică de Contact), după ce acesta pleacă pe planeta Pe-Ellia, la invitația speciei extraterestre vag umanoide, care depășește trei metri în înălțime. Această specie, suspectată de mult timp, dar necunoscut până acum, a fost responsabilă pentru limitarea explorării spațiale a Pământului la doar câteva planete locuite. În timpul vizitei sale, Thorndyke ajunge să se identifice emoțional cu unul dintre extratereștri și caută să se „contopească” cu acea ființă. Acest lucru are consecințe extraordinare atât pentru Pământ, cât și pentru Pe-Ellia.
Ochiul reginei a stabilit reputația lui Phillip Mann ca un adevărat creator de „extratereștri credibili” – o caracteristică care a rămas proeminentă în lucrările sale ulterioare. El a comentat: „Gândirea la conștiința extraterestră ajută la clarificarea gândirii mele despre Pământ și despre modul în care ne comportăm. Prin urmare, cred că lucrările mele sunt despre noi, indiferent cât de ciudat ar fi scenariul.” Romanul a avut un succes atât de mare în rândul criticii, încât unii au considerat că autorul nu va fi în stare să scrie altul la fel de bun. Cu toate acestea, Seniorul Paxwax (1986) și continuarea sa, Prăbușirea familiilor  (1987), au devenit scrieri clasice ale literaturii din Noua Zeelandă. Ambele cărți au fost înregistrate ca episoade de 15 minute citite de Dick Weir. Sunt difuzate adesea de către Radio New Zealand. CD-urile acestor înregistrări sunt disponibile la Radio New Zealand⁠(d).
Povestea din Seniorul Paxwax, a doua carte a lui Mann, se concentrează în jurul vieții lui Pawl Paxwax. Pawl – iar numele său este semnificativ – este al doilea fiu al celei de-a cincea familii dintr-un imperiu care se extinde la nivelul întregii galaxii, condus de unsprezece mari familii. Aceste Familii au înrobit de secole forme de viață non-umane printr-o politică de genocid extraterestru. Acum lucrurile se schimbă. Sub suprafața lumii aparent moarte Sanctum, extratereștrii inteligenți supraviețuitori se adună, uniți în dorința lor de a riposta la societatea barbară care le-a devastat civilizațiile.
Când tatăl și fratele lui Pawl mor într-o succesiune rapidă de evenimente, Pawl se trezește împins într-o poziție de putere supremă, fără să știe că rasele extraterestre au decis să se revolte și intenționează să-l folosească pe el și pe amanta sa, Laurel Beltane, ca pioni pentru a învinge celelalte familii conducătoare. Pawl este un poet de natură apolitică, dar dușmănia lui, odată trezită, este de temut. „Minunat de imaginativ”, l-a caracterizat revista Locus. „Operă spațială de înaltă clasă, cu o mulțime de extratereștri convingători”, a remarcat revista White Dwarf.
Continuarea, intitulată potrivit Prăbușirea familiilor, aduce această saga la o încheiere.
În 1988 apare romanul Pioneers (Pionieri), cel mai bun roman al său până la această dată, despre o serie de exploratori modificați genetic care ajung la o înțelegere cu ființa umană. Urmează în 1990 Wulfsyarn: A Mosaic (Wulfsyarn: Un mozaic), un studiu de caracter asupra unui căpitan de navă ratat, studiu relatat de un autoscrib.
Encyclopedia of Science Fiction descrie ficțiunea lui Phillip Mann ca având „un puternic simț vizual și structural”. În 2010, a primit un premiu Sir Julius Vogel  (premiul de top science-fiction și fantasy în Noua Zeelandă) pentru „servicii aduse în science fiction, fantezie și groază”.
După un deceniu concentrat pe regia de teatru, călătorind, trăind în Franța și scriind câteva piese de teatru (cum ar fi The Gospel According to Mickey Mouse, Evanghelia după Mickey Mouse, 1990) și literatură pentru copii, în 2013 a publicat The Disestablishment of Paradise - primul său roman după cel din 1996, The Burning Forest. În Paradis este vorba despre coruperea de către omenire a unei planete asemănătoare Pământului, numită Paradis, și exilarea ulterioară.
În premiile de Anul Nou 2017, Mann a fost numit membru al Ordinului de Merit din Noua Zeelandă, pentru serviciile acordate literaturii și dramei.
Mann și-a împărțit apoi timpul între locuința sa din Brooklyn⁠(d), Wellington și un hambar transformat din orășelul Choussy din Valea Loarei din Franța. El lucra la un nou roman The Headman (un „roman întunecat de benzi desenate”), o antologie de povestiri și o lucrare despre producția de teatru.
Mann a murit la Wellington la 1 septembrie 2022, la vârsta de 80 de ani.

### Romane
- The Eye of the Queen. Londra: Gollancz, 1982. ISBN: 0-575-03106-9
- The Story of the Gardener - Operă spațială
  - Master of Paxwax. Londra: Gollancz, 1986. ISBN: 0-575-03807-1
  - The Fall of the Families. Londra: Gollancz, 1987. ISBN: 0-575-03808-X
- Pioneers. Londra: Gollancz, 1986. ISBN: 0-575-04281-8
- Wulfsyarn – A Mosaic. Londra: Gollancz, 1988. ISBN: 0-575-05162-0
- Seria ucronică A Land Fit for Heroes - Marea Britanie modernă este încă condusă de Imperiul Roman. Tehnologia este avansată, dar diferită de orice am putea recunoaște iar o mare parte a insulei este încă dens împădurită, orașele romane fiind legate prin sisteme de transport tubular de mare viteză.[8]
  - Escape to the Wild Wood. Londra: Gollancz, 1993. ISBN: 0-575-05515-4
  - Stand Alone Stan. Londra: Gollancz, 1994. ISBN: 0-575-05516-2
  - The Dragon Wakes. Londra: Gollancz, 1995. ISBN: 0-575-06009-3
  - The Burning Forest. Londra: Gollancz, 1996. ISBN: 0-575-06152-9
- The Disestablishment of Paradise. Londra: Gollancz, 2013. ISBN: 978-0-575-13263-4
- The Paradise Mission. O versiune a The Disestablishment of Paradise pentru cititorii de 10 – 15 ani. Urma să fie lansată ca o carte electronică pe SF Gateway în 2014.
- Chevalier & Gawayn: The Ballad of the Dreamer, Quentin Wilson Publishing, 2022. ISBN: 9781991103086

### Colecții
- O colecție de povestiri pentru cititori adulți era, de asemenea, în pregătire pentru lansare pe SF Gateway în 2014.
- Tales from the Borderland. 10 povestiri legate pentru copii cu text, muzică și CD cu lecturi. (In pregatire.)
- Trei piese de teatru ale dramaturgului neozeelandez Robert Lord. Publicate cu note extinse și introducere, de Playmarket NZ octombrie 2013. Acest volum pune la dispoziție pentru prima dată texte complete ale primei piese de teatru a lui Lord, It Isn't Cricket; Well Hung, o comedie populară despre poliția din Noua Zeelandă; și nepublicată până acum, The Traveling Squirrel, finalizată cu puțin timp înainte de moartea lui Lord în 1992.